# Savković
Savković (cyr. Савковић) – wieś w Serbii, w okręgu maczwańskim, w gminie Ljubovija. W 2011 roku liczyła 203 mieszkańców.